# Coppia di valute
Una coppia di valute è la quotazione del valore relativo di una valuta nei confronti di un’altra nel mercato dei cambi. La valuta che viene utilizzata come riferimento è chiamata valuta di base e la valuta che è quotata (rispetto alla valuta di base) viene chiamata, appunto, valuta quotata. 
Le coppie di valute vengono indicate attraverso la concatenazione dei codici ISO 4217 della valuta di base e di quella quotata, separandoli con una barra obliqua, che spesso viene omessa. La coppia di valute EUR/USD, che indica il rapporto dell’euro rispetto al dollaro statunitense, è la più scambiata. Per esempio, la quotazione EUR/USD 1,2500 indica che è possibile scambiare 1 euro con 1,2500 dollari statunitensi. 
Le coppie di valute più scambiate nel mondo sono chiamate Major. Tra esse vi sono l’euro, il dollaro statunitense, lo yen giapponese, la sterlina britannica, il dollaro australiano, il dollaro canadese e il franco svizzero. Le coppie di valute Major, chiamate anche “coppie valutarie principali”, comprendono il dollaro USA come valuta base o come valuta quotata. Nonostante non vi sia un elenco preciso e universale che indichi il numero effettivo di queste coppie, solitamente si afferma che esse sono sette: EUR/USD, AUD/USD, GBP/USD, NZD/USD, USD/CHF, USD/CAD, USD/JPY.

## Sintassi e corso
Il nome delle coppie di valute utilizza l’abbreviazione delle valute definita dall’Organizzazione Internazionale per la Standardizzazione (ISO) nella norma ISO 4217. Le principali valute e le loro denominazioni nel mercato delle valute sono: il dollaro statunitense (USD), l’euro (EUR), lo yen (JPY), la sterlina britannica (GBP), il dollaro australiano (AUD), il dollaro canadese (CAD) e il franco svizzero (CHF).
Come già indicato precedentemente, il cambio EUR/USD 1,2500 significa che 1 euro viene scambiato con 1,2500 dollari statunitensi. Se il tasso di cambio della coppia valutaria EUR/USD passa da 1,2500 a 1,2510, il valore relativo dell’euro è aumentato o perché il potere d’acquisto del dollaro è diminuito o perché l’euro si è rafforzato, oppure per entrambi i motivi. Invece, se il cambio EUR/USD passa da 1,2500 a 1,2490, allora si dice che l’euro si è indebolito rispetto al dollaro. 

## Valute di riferimento
Le regole che definiscono la notazione delle coppie di valute provengono da fatti accettati specifici a ogni valuta.
Fin dai suoi esordi nel 1999 e secondo quanto stipulato dalla Banca Centrale Europea, l’euro è stato dapprima valuta di riferimento. Per questo motivo, in ogni coppia di valute dove vi è l’euro, quest’ultimo deve essere utilizzato come base e quindi essere elencato per primo. Per esempio, il tasso di cambio tra il dollaro USA e l’euro viene identificato come EUR/USD.
Nonostante non vi siano istituzioni o organizzazioni che stabiliscano delle regole al riguardo, alcune valute s’impongono rispetto ad altre, tra le quali:
- Euro
- Sterlina britannica
- Dollaro australiano
- Dollaro neozelandese
- Dollaro americano
- Dollaro canadese
- Franco svizzero
- Yen

Storicamente, l’importanza di queste valute fu stabilita da una classifica in funzione dei valori relativi delle valute rispetto alle altre, ma l’introduzione dell’euro e di altri fattori dovuti ai mercati hanno reso obsoleta la classifica originale.
Le coppie di valute importanti che non contengono il dollaro USA vengono chiamate “cross”, o “cross valutari”, “incroci valutari” o ancora “coppie valutarie secondarie” (in inglese “currency cross rates” o “cross currency pairs”). Solitamente, queste coppie valutarie sono formate dalle valute principali associate tra di loro e le più scambiate includono l’euro, la sterlina britannica e lo yen. Per esempio, sono dei cross: EUR/GBP, EUR/JPY, EUR/CAD, GBP/JPY, NZD/JPY...
Oltre alle coppie Major e ai cross, esistono anche le coppie valutarie esotiche. Queste ultime sono formate da una delle principali valute e da una valuta di un’economia emergente o di un’economia forte, ma di dimensioni piccole su scala globale. Per esempio, sono delle coppie esotiche: USD/TRY (Dollaro USA - Lira turca), USD/MXN (Dollaro USA - Peso messicano), EUR/ZAR (Euro - Rand sudafricano), USD/NOK (Dollaro USA - Corona norvegese), USD/DKK (Dollaro USA - Corona danese)...

## I soprannomi di alcune coppie di valute[5][6][7]
- GBP/USD (coppia Sterlina britannica/Dollaro statunitense) – Cable. Questo soprannome deriva dal fatto che all’origine un cavo sotto l’Oceano Atlantico collegava la Gran Bretagna con gli Stati Uniti, il quale veniva usato per sincronizzare la sterlina britannica con il dollaro statunitense attraverso un telegrafo. Il cavo fu posto nel 1858 e rese possibile la trasmissione dei prezzi delle valute tra le Borse di New York e Londra.
- USD/RUB (coppia Dollaro statunitense/Rublo russo) – Barney. Questo soprannome deriva dal personaggio della serie animata televisiva “I Flintstones”, Barney, il quale di cognome fa “Rubble”. Infatti, in inglese “ruble” significa “rublo”.
- EUR/RUB (coppia Euro/Rublo russo) – Betty. Soprannome che deriva ancora dalla serie animata televisiva “I Flintstones”. In particolare, si tratta del nome della moglie di Barney, Betty Rubble.
- GBP/JPY (coppia Sterlina britannica/Yen giapponese) – Guppy, Geppy o Gopher (più raro). Soprannomi derivanti dalla pronuncia della prima lettera di GBP e delle ultime due di JPY (dunque unione di G e PY).
- EUR/JPY (coppia Euro/Yen giapponese) – Yuppy o Euppy. Soprannomi che derivano dalla pronuncia delle prime e delle ultime due lettere delle sigle di queste valute (EU e PY).
- USD/JPY (coppia Dollaro americano/Yen giapponese) – Ninja. Soprannome dato dal fatto che i ninja vengono dal Giappone.
- EUR/GBP (coppia Sterlina britannica/Euro) – Chunnel. Soprannome che fa riferimento al Canale della Manica (Channel Tunnel), che collega la Francia con la Gran Bretagna. Si tratta di una parola macedonia.

## I soprannomi delle principali valute[5][6][7]
- USD (Dollaro statunitense) – Greenback o Buck[8]. Il primo soprannome deriva dalle banconote emesse durante la Guerra Civile Americana nel 1861, contraddistinte dal colore verde sul retro. L’origine del soprannome “Buck” è invece meno chiara. Probabilmente, si tratta di un’abbreviazione del termine “buckskin”, ovvero la pelle di daino, unità di negoziazione che veniva usata dagli Indiani d’America come merce di scambio con gli Europei nei giorni di frontiera (parola attestata dal 1748).
- GBP (Sterlina britannica) – Sterling. La Sterlina britannica viene ufficialmente chiamata “pound sterling”. Qualche volta si utilizza semplicemente “pound” oppure “sterling”. In particolare, il nome “sterling” deriva dal periodo in cui la sterlina aveva un valore uguale a una libbra di argento sterling.
- EUR (Euro) – Single currency oppure Fiber. Il soprannome “single currency” (cioè moneta unica) deriva dal fatto che viene usata in più stati. Il termine “fiber” deriva dal fatto che questa moneta è costituita da fibre di puro cotone.
- CHF (Franco svizzero) – Swissy[9]. Soprannome per il franco svizzero, ma anche per la coppia valutaria USD/CHF.
- CAD (Dollaro canadese ) – Loonie. Soprannome dato dal fatto che la moneta di un dollaro canadese ha l’immagine di una strolaga (“loon” in inglese), un uccello molto popolare in Canada.
- AUD (Dollaro australiano) – Aussie o Ozzie. Questo soprannome deriva dal fatto che il termine “Aussi” indica un Australiano. In particolare, anche la coppia di valute AUD/USD viene soprannominata in questo modo.
- NZD (Dollaro neozelandese) – Kiwi. Questo soprannome deriva dal simbolo nazionale della Nuova Zelanda, ovvero il “kiwi”, un genere di uccello.